# Voertuigverlichting

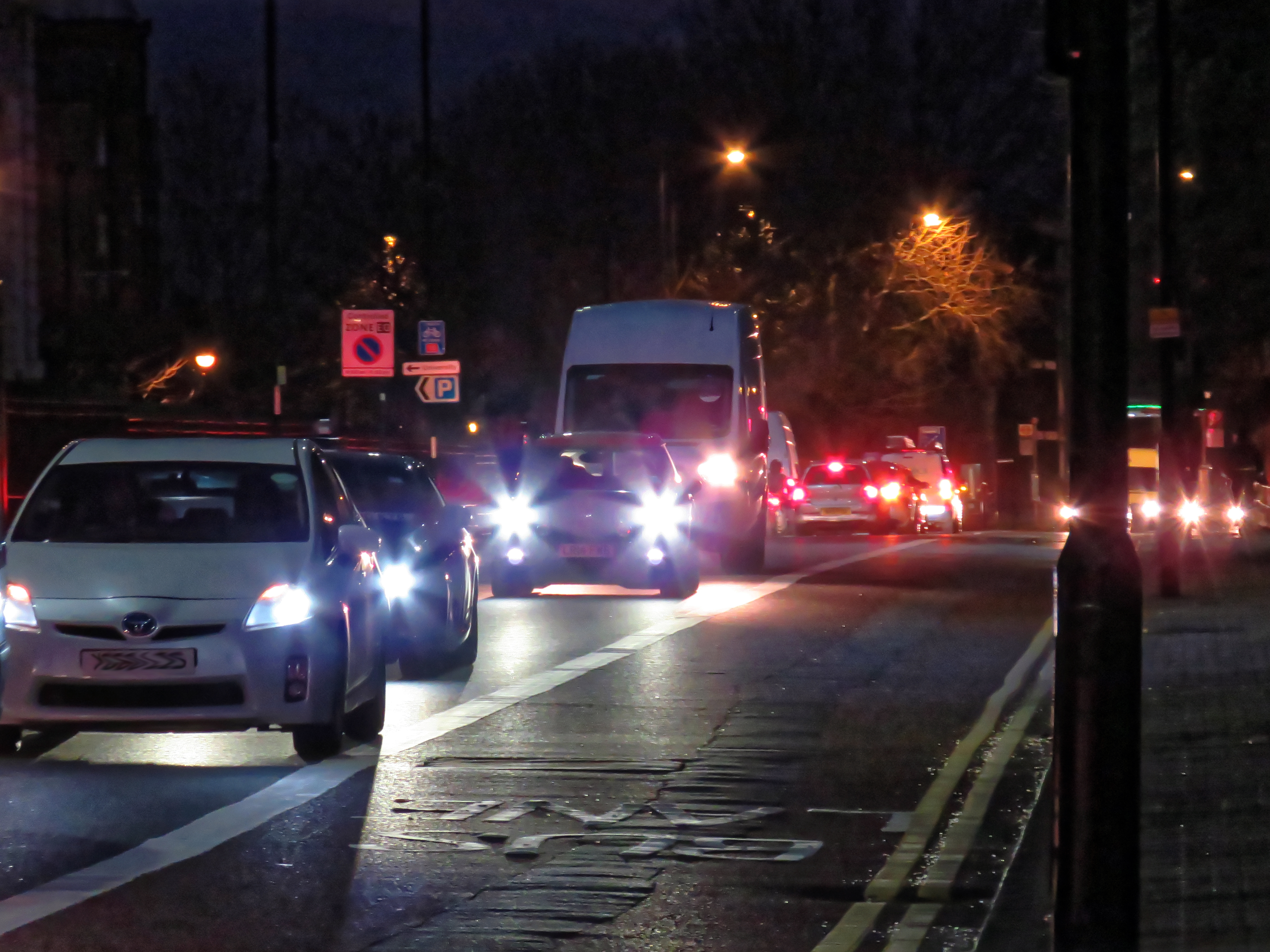
Auto's met verlichting

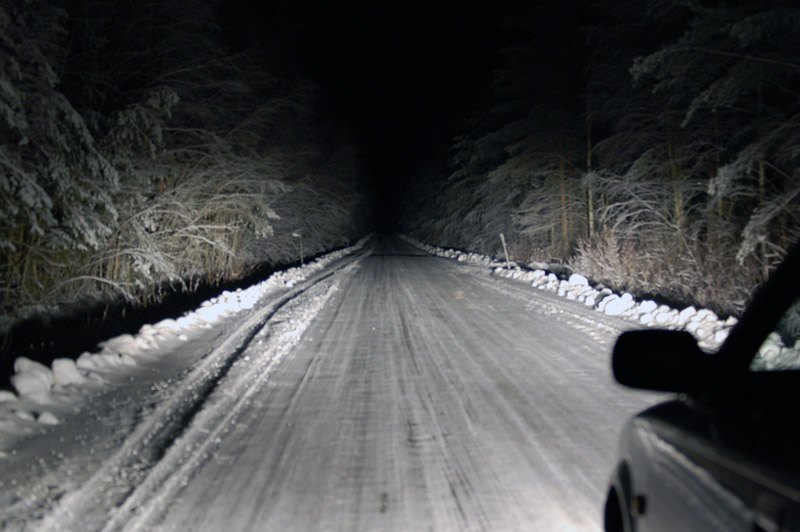
Verlichting van de omgeving bij gebruik van groot licht en verstralers

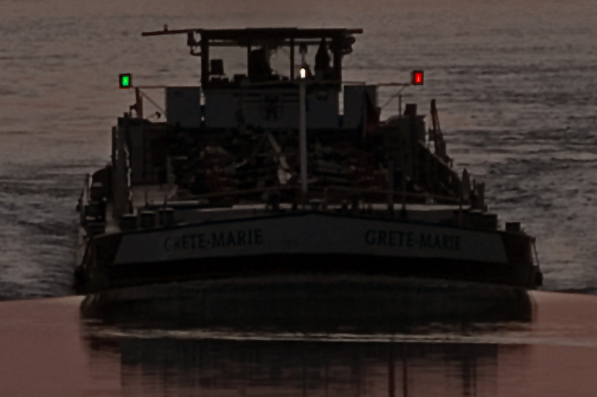
navigatieverlichting op een schip

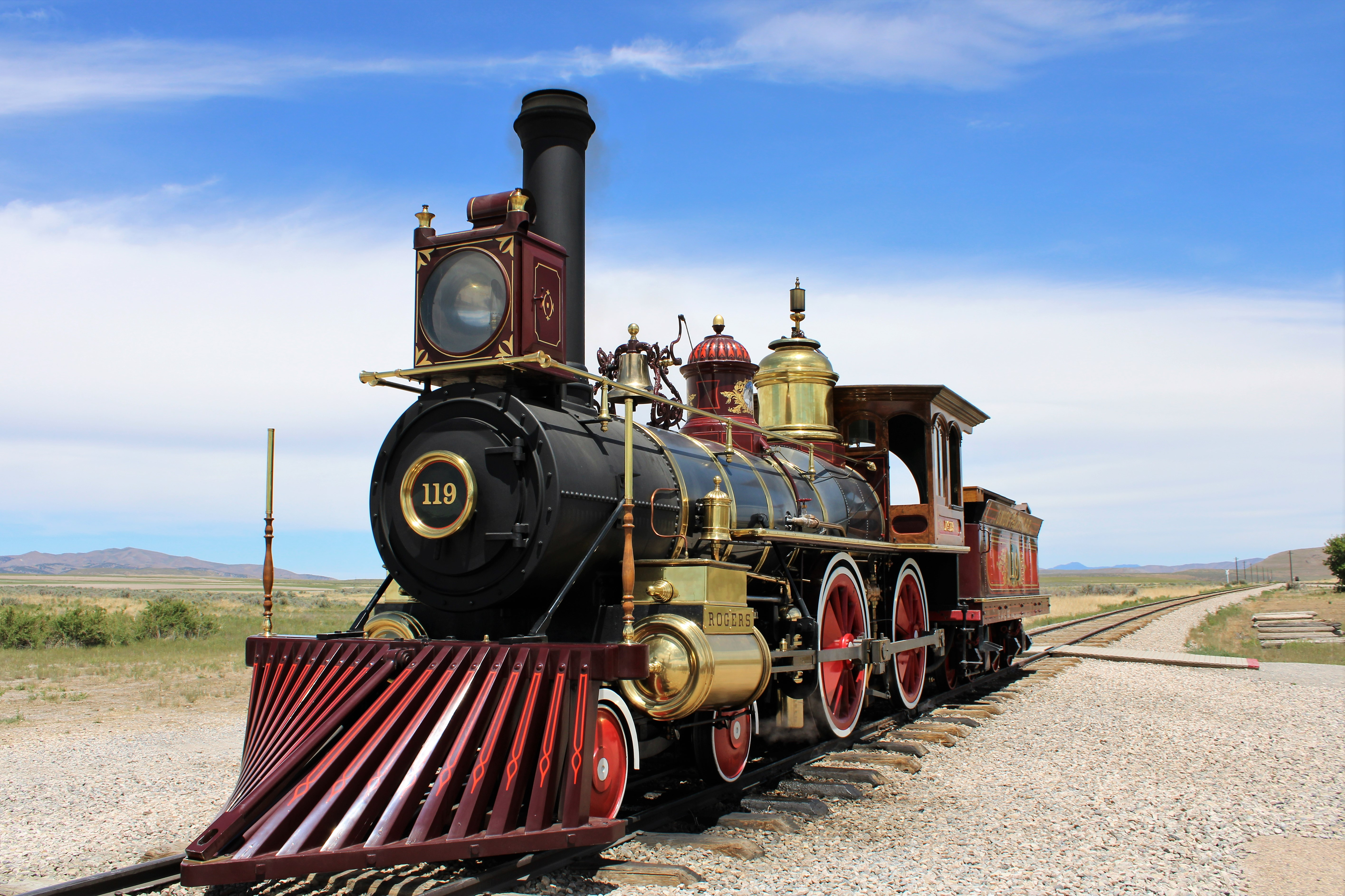
Een stoomlocomotief met grote olielamp voorop

Voertuigverlichting, of kortweg verlichting is de functionele verlichting aan voertuigen. Afhankelijk van land en type voertuig zijn er strikte regels en eisen aan wat voor verlichting er op een voertuig verplicht en toegestaan is en wanneer deze gebruikt mag en moet worden.
Voertuigverlichting heeft als functie dat bestuurders bij nacht de weg voor zich kunnen zien (koplampen), dat andere weggebruikers het voertuig kunnen zien (koplampen, achterlichten en markeringsverlichting), en dat de intenties van het voertuig duidelijk worden (richtingaanwijzers, remlicht, achteruitrijlicht) of ter verduidelijking van kentekens (kentekenplaatverlichting), of het toont de speciale status van het voertuig (zwaailichten, alarmlichten). Ook kan verlichting ter decoratie aangebracht zijn, al is dat niet altijd toegestaan. 
Sommige soorten verlichting worden alleen onder speciale omstandigheden gevoerd, zoals groot licht (om de weg beter te kunnen zien bij grote duisternis), mistlampen (betere herkenbaarheid bij mist) of oorlogsverlichting (zorgt er voor dat voertuigen niet opvallen vanuit de lucht, ter voorkoming van bombardementen).
Verschillende typen voertuigen (motorvoertuigen, vaartuigen, vliegtuigen en spoorwegvoertuigen) hebben elk eigen redenen en regels voor de verlichting. Zo heeft een vliegtuig buiten de start en landing geen verlichting nodig om de "weg" voor zich te zien, en is bij vaartuigen aan de navigatieverlichting te zien wat voor type en formaat voertuig het betreft, en wat de koers is of dat het voor anker ligt.
achterlicht · achteruitrijlicht · contourverlichting · dagrijverlichting · dimlicht · fietsverlichting · groot licht · kentekenplaatverlichting · koplamp · mistlamp · remlicht · richtingaanwijzer · waarschuwingsknipperlicht · stadslicht · verstraler · zijmarkeringslicht · zwaailicht